# Pakistan ved sommer-OL 2024
Pakistan deltog i sommer-OL 2024 i Paris, Frankrig i perioden 26. juli til 11. august 2024.
Spydkasteren Arshad Nadeem erobrede Pakistans første olympiske medalje siden 1992 og første guldmedalje siden 1984, samt landets første guldmedalje nogensinde i en individuel sport. Nadeem slog den 16 år gamle olympiske rekord på 90,57 meter og noterede et kast på 92,97 meter.

## Medaljer
| 2024 Paris | Guld | Sølv | Bronze | Total |
| Pakistan   | 1    | 0    | 0      | 1     |

### Medaljevinderne
| Dominica under sommer-OL 2024 i Paris | Dominica under sommer-OL 2024 i Paris | Dominica under sommer-OL 2024 i Paris | Dominica under sommer-OL 2024 i Paris | Dominica under sommer-OL 2024 i Paris |
| Medalje                               | Navn                                  | Sport                                 | Event                                 | Dato                                  |
| ------------------------------------- | ------------------------------------- | ------------------------------------- | ------------------------------------- | ------------------------------------- |
| Guld                                  | Arshad Nadeem                         | Atletik                               | Mændenes spydskast                    | 8. august                             |